# Cenerentola in passerella
Cenerentola in passerella (After the Ball) è un film del 2015 diretto da Sean Garrity.
After the Ball è una commedia drammatica romantica canadese del 2015 diretta da Sean Garrity. Il film è uscito in edizione limitata in Canada il 27 febbraio 2015, seguito da un'uscita in VOD il 24 aprile 2015.Il film è vagamente basato sulla fiaba di Cenerentola.

## Trama
Il film è incentrato su una giovane donna, di nome Kate, costretta a travestirsi da uomo a causa di una serie di disavventure. 